# Роуд Ајланд (острво)
Роуд Ајланд (енгл. Aquidneck Island/Rhode Island) је острво САД које припада савезној држави Роуд Ајланд. Површина острва износи 98 km². Према попису из 2000. на острву је живело 60870 становника.